# Festival Mix Brasil de Cultura da Diversidade
O Festival Mix Brasil de Cultura da Diversidade é um festival de cinema internacional da cidade de São Paulo voltado para diversidade. Criado em 1993. Originou, no ano seguinte, o mais antigo e maior portal de informações e cultura pop LGBT do Brasil, de mesmo nome, que ficou no ar até 2015. A expressão GLS (gays, lésbicas e simpatizantes), antecessora da atual "LGBT+", foi criada em 1994 para identificar os frequentadores do Festival, tendo sido rapidamente assimilada pela mídia.

## Histórico
O Festival Mix Brasil de Cultura da Diversidade foi criado em 1993 por André Fischer (que também criou o portal MixBrasil) através do convite realizado pelo New York Gay and Lesbian Experimental Film Festival. que decidiu ampliar seus horizontes e convidar curadores estrangeiros para mostrar as diferentes formas de expressão da sexualidade em outros países. Esse festival, realizado em Nova Iorque, passou a se chamar "MIX New York". André Fischer foi o responsável pela seleção da programação brasileira desse festival, com o nome Brazilian Sexualities. A partir dessa participação brasileira no festival de Nova Iorque, o Departamento de Cinema do Museu da Imagem e do Som decidiu fazer um convite para sediar uma edição brasileira do festival, que ganhou o nome "I Festival MiX Brasil", sendo realizado a partir da seleção, realizada por André Fisher, de 76 trabalhos exibidos no Festival de Nova Iorque, editados em 12 programas de curtas. O festival brasileiro estreou dia 5 de outubro de 1993.
Desde a primeira edição foram editadas versões para a apresentação do festival em várias capitais brasileiras. A exibição do primeiro Festival Mix Brasil no Rio de Janeiro, marcada para acontecer na Casa Laura Alvim foi cancelada a 4 dias do evento por Beatriz Nogueira que decidiu que o Rio de Janeiro não estava preparado para esse evento. A apresentação no Rio de Janeiro foi improvisada na Torre de Babel a convite de Ringo Cardia. As edições do festival passaram a ser realizadas anualmente e são bem recebidas por vários segmentos da sociedade por encarar a diversidade sexual de forma aberta.
Inicialmente exibia curtas-metragens com temática LGBT. Atualmente exibe teatro, música, literatura, conferências, laboratórios de cinema e filmes sobre a diversidade. Atualmente o Festival conta com João Federici na curadoria de filmes, Josi Geller como diretora administrativa, Vinícius Yamada com gerenciamento de conteúdo para web.
A 28º edição do Festival Mix Brasil ocorrereu entre os dias 11 a 22 de novembro de 2020 em formato híbrido devido a pandemia de COVID-19, presencial e de forma limitada em São Paulo, e online no site do festival. A edição de 2021, também em formato híbrido, começou no dia 10 de novembro.

## Importância
O Festival Mix Brasil foi pioneiro ao exibir filmes para um grande público falando abertamente da sexualidade gay e lésbica, além da primeira mostra de vídeos sobre tatuagem e piercing, estando sintonizado com uma demanda por filmes onde as identidades dos segmentos LGBT fossem abordadas, contribuindo para uma maior aceitação e visibilidade.

## Premiação
A primeira premiação do Festival Mix Brasil aconteceu em 1994, um ano após sua criação. Tida como umas das primeiras premiações LGBTQIAP+ do Brasil, a cerimônia acontece anualmente em novembro com entrega de troféus, discursos e show musical. 
São distribuídos oito prêmios pelo Júri oficial do Festival, são eles: Melhor Curta-Metragem Brasileiro, Melhor Longa-Metragem Brasileiro, Melhor Direção para Curta-Metragem Brasileiro, Melhor Direção para Longa-Metragem Brasileiro, Melhor Roteiro para Curta-Metragem Brasileiro, Melhor Roteiro para Longa-Metragem Brasileiro, Melhor Interpretação para Curta-Metragem Brasileiro, Melhor Interpretação para Longa-Metragem Brasileiro. Ainda existem as menções honrosas e prêmios especiais. 
Além dos prêmios do júri, existe a premiação através do voto popular que elege quatro categorias: Melhor Curta-Metragem Nacional, Melhor Curta-Metragem Internacional, Melhor Longa-Metragem Nacional e Melhor Longa-Metragem Internacional.
Há também os prêmios especiais: Prêmio Ícone Mix, Prêmio Suzy Capó, Prêmio Canal Brasil de Curtas, Prêmio SescTV, Prêmio Show do Gongo.

## Show do Gongo
O Show do Gongo é uma das premiações mais difíceis e almejadas do festival de cinema, já que os filmes são julgados pelo auditório em tempo real. A premiação é apresentada pela atriz Marisa Orth.

## Premiados
. 2008Coelho de Ouro (melhor curta nacional): Para Que Não Me Ames (2008) de Andradina Azevedo e Dida Andrade; Coelho de Prata (melhor diretor): Para Que Não Me Ames (2008) de Andradina Azevedo e Dida Andrade
. 2009Coelho de Ouro (melhor curta nacional): Garoto de Aluguel (2009) de Tarcisio Lara Ouiati; Coelho de Prata (melhor diretor): Duda Goter por "Na Madrugada"
. 2010Coelho de Ouro (melhor curta nacional): Eu não quero voltar sozinho (2010) de Daniel Ribeiro; Coelho de Prata (melhor diretor): Bailão (2009) de Marcelo Caetano
. 2011Coelho de Ouro (melhor curta nacional): Na sua companhia (2011) de Marcelo Caetano; Coelho de Prata (melhor diretor): Na sua companhia (2009) de Marcelo Caetano

### 26º Festival Mix Brasil (2018)[13]
| Ano  | Categoria                              | Voto           | Filme                                   | Indicado                                           | Resultado |
| ---- | -------------------------------------- | -------------- | --------------------------------------- | -------------------------------------------------- | --------- |
| 2018 | Show do Gongo                          | Júri + Público | "Carnavrauu.ppt"                        | Vinícius Yamada                                    | Venceu    |
| 2018 | Competitiva Brasil, pelo júri          | Júri           | "Sócrates"                              | Alex Moratto                                       | Venceu    |
| 2018 | Melhor Direção de Longa Nacional       | Júri           | "Sócrates"                              | Alex Moratto                                       | Venceu    |
| 2018 | Melhor Interpretação de Longa Nacional | Júri           | "Sócrates"                              | Christian Malheiros                                | Venceu    |
| 2018 | Melhor Longa-Metragem Nacional         | Público        | "Bixa Travesty"                         | Linn da Quebrada, Claudia Priscilla e Kiko Goifman | Venceu    |
| 2018 | Melhor Curta-Metragem Brasileiro       | Júri           | "Reforma"                               | Fábio Leal                                         | Venceu    |
| 2018 | Melhor Curta-Metragem Nacional:        | Público        | "Do Lado Dillah"                        | Washington Calegari                                | Venceu    |
| 2018 | Melhor Longa-Metragem Internacional    | Público        | "Conquistar, amar e viver intensamente" | Christophe Honoré                                  | Venceu    |
| 2018 | Ícone Mix                              | Júri           | -                                       | João W. Nery                                       | Venceu    |

### 27º Festival Mix Brasil (2019)[16]
| Ano  | Categoria                           | Votação        | Filme                            | Indicado                           | Resultado |
| ---- | ----------------------------------- | -------------- | -------------------------------- | ---------------------------------- | --------- |
| 2019 | Ícone Mix                           | Júri           | -                                | Marina Lima                        | Venceu    |
| 2019 | Prêmio Canal Brasil de Curtas       | Júri           | "Swinguerra"                     | Barbara Wagner e Benjamin de Burca | Venceu    |
| 2019 | Melhor Longa-Metragem Internacional | Público        | "Retrato de Uma Jovem em Chamas" | Céline Sciamma                     | Venceu    |
| 2019 | Competitiva Brasil                  | Júri + Público | "Uma garota chamada marina"      | Candé Salles                       | Indicado  |
| 2019 | Melhor Curta-Metragem Internacional | Público        | "Les Saints de Kiko"             | Manuel Marmier                     | Venceu    |